# رنج‌نامه
رنجنامه نامهٔ مفصّلی است که سید احمد خمینی پس از برکناری حسین‌علی منتظری از قائم‌مقامی رهبری انتشار عمومی داد. سیداحمد خمینی، در مقدمهٔ این نامه، هدف از نگارش رنجنامه را ادای دین به روح‌الله خمینی دانسته‌است. این نامه هیچ‌گاه از منتظری پاسخی نگرفت.
اهمیت این نامهٔ سراسر گلایه از آنجا مشخص می‌شود که منتظری نه‌تنها بزرگ‌ترین تئوریسین و نظریه‌پرداز ولایت فقیه بود، بلکه قائم‌مقامی وی را خود سیداحمد خمینی پیشنهاد داده بود. گروهی بر آن‌اند که رنجنامه برای توجیه عزل حسین‌علی منتظری از قائم مقامی نگاشته شده‌است.
خود حسین‌علی منتظری در پاسخ استفتائی در خصوص رنجنامه، گفته‌است:
باسمه تعالی. فعلاً من وسیله برای رفع اتهامات و اکاذیب ندارم؛ چون رسانه‌ها و وسایل تبلیغی در اختیار دیگران است و رنجنامه پر است از اکاذیب و اتهامات ناروا. خداوند همهٔ ما را به راه راست هدایت فرماید.
ان‌شاءالله موفّق باشید. حسین‌علی منتظری